# 1989 au Québec
Cet article traite des événements survenus en 1989 au Québec. 

## Événements

### Janvier
- 12 janvier : le gouvernement québécois refuse la proposition du premier ministre manitobain Gary Filmon de soumettre la notion de société distincte à la Cour suprême afin de mieux connaître sa portée juridique[1].
- 29 janvier : la CEQ rejette les offres gouvernementales[2].
- 30 janvier : Lucien Bouchard devient ministre de l'Environnement lors d'un remaniement ministériel à Ottawa[3].

### Février
- 8 février : Québec déclare que l'échec de l'Accord du lac Meech serait une façon d'ouvrir la porte à la séparation du Québec[4].
- 13 février : Québec annonce une augmentation des frais d'inscription universitaire pour septembre 1990[5].
- 24 février : Pierre F. Côté, directeur général des élections du Québec, déclare qu'il retirera à l'Union nationale le droit d'être un parti politique. L'ancien parti fondé par Maurice Duplessis vient en effet de déclarer faillite. Il disparaît officiellement le 19 juin[6].

### Mars
- 3 mars : Claude Ryan devient le ministre responsable de la loi 101[7].
- 12 mars : 60 000 personnes manifestent dans les rues de Montréal pour le maintien de la loi 101 et contre la loi 178[8].
- 15 mars : le télévangéliste Pierre Lacroix reçoit une peine de deux ans de prison après avoir été reconnu coupable d'une accusation de grossière indécence sur un adolescent[9].
- 16 mars : les Cris s'opposent à la phase II de la Baie James[10].
- 20 mars : Jean-Pierre Charbonneau annonce son retrait de la vie politique[11].
- 21 mars : Québec annonce des dépenses de 33,2 milliards de dollars pour l'année 1989-1990[12].
- 29 mars : des anglophones de l'Ouest de Montréal, déçus de la politique linguistique du gouvernement Bourassa, fondent le Parti Égalité[13].

### Avril
- 5 avril : 660 litres de BPC sont déversés accidentellement dans la rivière Saint-Maurice[14].
- 12 avril : le député péquiste Jean-Guy Parent annonce qu'il ne se représentera pas à la prochaine élection générale. Il nie cependant être en conflit avec Jacques Parizeau[15].
- 20 avril : le parti libéral remporte les élections de Terre-Neuve. Son chef, Clyde Wells, s'oppose à l'Accord du lac Meech[16].
- 26 avril : le budget fédéral de Michael Wilson annonce la création d'une taxe sur les produits et services (TPS) qui sera mise en application à partir de janvier 1991[17].
- 29 avril : Longueuil est choisie comme siège de l'Agence spatiale au grand dam de Montréal[18].

### Mai
- 11 mai : la compagnie Kraft annonce le transfert de son siège social de Montréal à Toronto. Elle évoque des facteurs économiques comme raison principale[19].
- 15 mai : première du film Jésus de Montréal. Réalisé par Denys Arcand, il met en vedette Lothaire Bluteau, Catherine Wilkening, Rémy Girard et Robert Lepage. Il obtiendra le Prix du Jury au Festival de Cannes le 23 mai[20].
- 16 mai : le budget Levesque annonce un déficit de 1.5 milliard de dollars. Le gouvernement injecte 26 millions de dollars dans la politique familiale. Seules les entreprises sont touchées par des hausses d'impôt[21].
- 27 mai : John Ciaccia, seul ministre anglophone à Québec, est rabroué par des membres d'Alliance-Québec qui se plaignent de la loi 178[22].

### Juin
- 9 juin : le député libéral Michel Gratton annonce qu'il se retire de la vie politique[7].
- 22 juin : entente de principe entre le gouvernement et le syndicat des infirmières (FIIQ). Celles-ci, insatisfaites des dernières offres, avaient entamé des moyens de pression jugés illégaux par le Conseil des services essentiels[23].
- 28 juin : la majorité des infirmières rejettent l'entente de principe conclue entre Québec et la FIIQ[24].
- 30 juin : Herbert Marx devient juge à la Cour supérieure[25].

### Juillet
- 9 juillet : le New York Times, dans un article, compare le Québec à un Beyrouth linguistique[26].
- 14 juillet : Guy Lafleur signe un contrat avec les Nordiques de Québec[27].
- 17 juillet : la Cour supérieure interdit à Chantal Daigle de se faire avorter. Celle-ci, qui refuse de porter l'enfant de son ex-ami Jean-Guy Tremblay, porte sa cause en Cour d'appel[28].
- 19 juillet : Thérèse Lavoie-Roux annonce qu'elle quitte la vie politique[29].
- 26 juillet : la Cour d'appel statue que le fœtus est un être humain qui a le droit de vivre. Chantal Daigle porte aussitôt sa cause en Cour suprême. De son côté, le gouvernement fédéral de Brian Mulroney promet de combler le vide juridique en faisant adopter une loi sur l'avortement dès l'automne[30].

### Août
- 3 août : les infirmières reprennent leurs moyens de pression dans les hôpitaux[31].
- 5 août : un stock de 10 000 pneus brûle à La Prairie au nord de Montréal[32].
- 8 août : la Cour suprême autorise Chantal Daigle à se faire avorter. Trois heures, plus tôt, les médias avaient annoncé que la jeune femme s'était déjà fait avorter dans un hôpital américain[30].
- 9 août : Robert Bourassa annonce des élections générales pour le 25 septembre[33].
- 16 août : Québec annonce qu'il entreposera les BPC de Saint-Basile-le-Grand à Manic 2 sur la Côte-Nord en attendant leur élimination[34].
- 24 août : un arbitre ordonne la réintégration d'Allan Gosset dans la police de la CUM. Cet ancien policier avait été radié pour avoir abattu le Noir Anthony Griffin dans des circonstances troubles en 1987[35].

### Septembre
- 5 septembre : les infirmières débutent une grève. Le lendemain, Québec fait adopter un décret qui dit qu'elles perdront un an d'ancienneté par jour de grève[36].
- 13 septembre : la FIIQ signe une nouvelle entente avec le gouvernement qui sera cette fois ratifiée par ses membres. Mais Québec doit maintenant faire face à une menace de grève généralisée dans le secteur public[37].
- 14 septembre : 200 000 employés de la fonction publique, affiliés aux centrales syndicales membres du Front commun, se mettent en grève[38].
- 25 septembre : le Parti libéral de Robert Bourassa remporte les élections générales avec 49,9 % des voix et 92 députés. Le Parti québécois obtient 40,2 % des voix et 29 députés. Le Parti Égalité a 3,9 % du vote et 4 députés élus, tous dans l'ouest de Montréal[39].
- 27 septembre : avant-première du film Cruising Bar, comédie mettant en vedette Michel Côté qui y joue les 4 rôles principaux[40].

### Octobre
- 1er octobre : le salaire minimum au Québec passe à 5 $ l'heure[41].
- 5 octobre : Québec signe une entente avec la FTQ[42].
- 11 octobre : Robert Bourassa fait connaître sa nouvelle équipe ministérielle. Parmi ses ministres, citons John Ciaccia aux Affaires internationales, Liza Frulla aux Communications, Marc-Yvan Côté à la Santé et Lucienne Robillard aux Affaires culturelles[7].
- 15 octobre : Roch Voisine remporte 4 Félix au Gala de l'ADISQ dont ceux d'interprète masculin et de révélation de l'année[43].
- 23 octobre : le Manitoba formule six exigences pour accepter l'Accord du lac Meech. Trois d'entre elles sont des reculs pour le Québec. Ainsi, le droit de retrait avec compensation serait supprimé et la Charte canadienne des droits et libertés aurait préséance sur la notion de société distincte. Ottawa se dit prêt à négocier[44].

### Novembre
- 3 novembre : Ottawa dépose un projet de loi sur l'avortement statuant qu'une femme désirant se faire avorter aura l'obligation de consulter un médecin qui déterminera si la continuation de la grossesse constitue une menace à sa santé. Tel que rédigé, le projet de loi mécontente autant ceux qui sont pour que ceux qui sont contre l'avortement[45].
- 5 novembre : Jean-Paul L'Allier est élu facilement maire de Québec contre Jean-François Bertrand. Il a obtenu 42 000 voix et son adversaire 29 000[46].
- 28 novembre : ouverture de la première session de la 34e législature[7].

### Décembre
- 6 décembre : un tireur fou, Marc Lépine, abat 14 étudiantes à l'École polytechnique de Montréal avant de se suicider. Refusé auparavant lors de l'inscription, il blâmait ses échecs sur le dos des femmes[47].
- 10 décembre : RBO remporte 8 trophées au Gala des Prix Gémeaux[48].
- 12 décembre : plus de 820 personnes sont évacuées lors d'un déraillement du train de Saint-Léonard-d'Aston, transportant plus de 360 tonnes de chlorine, de soude caustique, de résidus de styrène et d'huile usée[49].
- 16 décembre : les employés du Manoir Richelieu mis à pied en 1986 perdent leur lutte contre Raymond Malenfant. Le tribunal du travail statue que celui-ci n'était pas lié par l'accréditation syndicale des employés de l'Hôtel lorsqu'il en est devenu propriétaire[50].
- 20 décembre : GM licencie 240 employés à Boisbriand[51].

## Naissances
- Audrey Bogemans (agricultrice, entrepreneure et femme politique)
- Guillaume Cliche-Rivard (avocat et homme politique)
- Martin « Ahmad » Rouleau (responsable de l'attentat à la voiture-bélier de Saint-Jean-sur-Richelieu)  († 20 octobre 2014)
- 7 janvier - Phillippe Aumont (joueur de baseball)
- 15 mars - Jonathan Roy (chanteur)
- 20 mars - Xavier Dolan (acteur)
- 22 septembre - Béatrice Martin, dite Cœur de pirate (chanteuse)

## Décès
- 7 janvier - Jacques Zouvi (acteur et père d'Alain Zouvi) (º 23 mai 1931)
- 24 avril - Jean-Charles Falardeau (sociologue) (º 19 juin 1914)
- 15 mai - Luc Lacoursière (écrivain et ethnographe) (º 18 octobre 1910)
- 25 mai - Jacques Boucher (homme de loi) (º 1913)
- 8 juin - Jean Barrette (journaliste sportif et homme politique) (º 5 octobre 1904)
- 13 juin - Julien Bigras (écrivain, psychiatre et psychanalyste) (º 18 février 1932)
- 14 juin - Louis-Philippe-Antoine Bélanger (homme politique) (º 17 avril 1907)
- 15 juin - Maurice Bellemare (homme politique) (º 8 juin 1912)
- 22 juin - Lucien Saulnier (homme politique municipal) (º 25 juillet 1916)
- 13 juillet - Samuel Boulanger (homme politique) (º 8 mai 1909)
- 15 juillet - Louis Chantigny (journaliste sportif) ( 1932)
- 8 octobre - Robert Rivard (acteur) (º 29 mai 1927)
- 7 novembre - Phil Desjardins (acteur) (º 17 mars 1896)
- 16 novembre - Jean-Claude Malépart (homme politique) (º 3 décembre 1938)
- 6 décembre - Marc Lépine (tueur de masse) (º 26 octobre 1964)
- 20 décembre - Margot Lefebvre (chanteuse) (º 20 avril 1936)
- 26 décembre - Doug Harvey (joueur de hockey) (º 19 décembre 1924)

### Articles généraux
- Chronologie de l'histoire du Québec (1982 à aujourd'hui)
- L'année 1989 dans le monde
- 1989 au Canada

### Articles sur l'année 1989 au Québec
- Élection générale québécoise de 1989
- Tremblay c. Daigle
- Tuerie de l'École polytechnique de Montréal
- Liste des lauréats des prix Félix en 1989

## Sources et références
1. ↑  Michel David, « Ottawa veut faire adopter l'accord tel quel », Le Soleil,‎ 13 janvier 1989, A-6
2. ↑  La CEQ rejette les offres de Québec. La Presse. 30 janvier 1989. p. A-4
3. ↑  Michel Vastel. Lucien Bouchard en attendant la suite…. Lanctôt. 1996. p. 123
4. ↑  Michel David, « L'accord du lac Meech: les dirigeants libéraux du Québec brandissent l'épouvantail séparatiste au Nouveau-Brunswick », Le Soleil,‎ 9 février 1989, A-1
5. ↑  André Pratte. Universités: hausse des frais de scolarité en septembre 90. La Presse. 14 février 1989. p. A-1
6. ↑  Dernier sursaut de l'Union nationale: 30 ans déjà
7. 1 2 3 4  « Chronologie parlementaire 1989-1990 » (consulté le 25 mai 2009)
8. ↑  Bilan du Siècle
9. ↑  Richard Hénault, « Lacroix écope de deux ans », Le Soleil,‎ 16 mars 1989, A-1, A-2
10. ↑  François Forest. Les Cris disent non à la phase II de la Baie James. La Presse. 17 mars 1989. p. B-1
11. ↑  Jean-Pierre Charbonneau. À découvert. Fides. 2007. p. 177
12. ↑  Denis Lessard. Québec dépensera $ 33,2 milliards en 89-90. La Presse. 22 mars 1989. p. A-1
13. ↑  Michel Venne. La naissance du Equality Party suscite de l'appréhension dans les rangs libéraux. La Presse. 30 mars 1989. p. B-1
14. ↑  « Le déversement de BPC dans la rivière Saint-Maurice causé par un bris de tuyau », Le Soleil,‎ 6 avril 1989, A-1, A-2
15. ↑  André Pépin. Après Charbonneau et Filion, Jean-Guy Parent quitte la politique. La Presse. 13 avril 1989. p. B-1
16. ↑  Voir l'article Élection générale terre-neuvienne de 1989
17. ↑  Gilles Paquin, Gilles Gauthier et Maurice Jannard. Une fuite oblige Wilson à lire son budget en catastrophe. Ottawa augmente les impôts de $ 11 milliards en deux ans. La Presse. 27 avril 1989. p. A-1
18. ↑  « L'agence spatiale à Longueuil: levée de boucliers à Montréal », Le Soleil,‎ 1er mai 1989, A-2
19. ↑  Philippe Dubuisson, « Kraft déménage en Ontario », La Presse,‎ 12 décembre 1989, A-1, A-2
20. ↑  Bilan du Siècle
21. ↑  Denis Lessard. Pas de hausse d'impôts ni de taxes. Québec présente un budget prudent de $32,5 milliards principalement axé sur la famille. La Presse. 17 mai 1989. p. A-1
22. ↑  Joyce Napier. John Ciaccia tente d'apaiser la communauté anglophone. La Presse. 28 mai 1989. p. A-1
23. ↑  Brigitte Breton, « L'entente de principe ne fait pas l'unanimité chez les infirmières », Le Soleil,‎ 23 juin 1989, A-1, A-2
24. ↑  Brigitte Breton, « Entente entre les infirmières et le gouvernement. Une nette tendance au rejet. », Le Soleil,‎ 29 juin 1989, A-1, A-2
25. ↑  André Pratte. Le gouvernement et l'opposition se félicitent de la nomination de Herbert Marx comme juge. La Presse. 2 juillet 1989. p. A-1
26. ↑  Maurice Girard, « Le New York Times prend le parti de la minorité anglo-québécoise », Le Soleil,‎ 10 juillet 1989, A-5
27. ↑  Kevin Johnston. Lafleur choisit les Nordiques. « Québec était dans mon cœur ». Le Soleil. 15 juillet 1989. p. S-2
28. ↑  Bilan du Siècle
29. ↑  Denis Lessard. Thérèse Lavoie-Roux quitte la politique. La Presse. 20 juillet 1989. p. B-1
30. 1 2  Bilan du siècle
31. ↑  François Berger. Les infirmières rallument la crise dans les hôpitaux. La Presse. 4 août 1989. p. A-1
32. ↑  Marie-Claude Lafortune, « 10 000 pneus brûlent à La Plaine », La Presse,‎ 6 août 1989, A-3
33. ↑  Pierre Duchesne. Jacques Parizeau tome 3. Québec-Amérique. 2004. p. 124
34. ↑  André Pépin. Les BPC iront à Manic 2... en attendant une solution définitive, dans un an. La Presse. 17 août 1989. p. A-1
35. ↑  Gilles St-Jean. Un arbitre ordonne la réintégration de Gosset dans la police de la CUM. La Presse. 25 août 1989. p. A-1
36. ↑  Bilan du Siècle
37. ↑  Pierre Gingras. Une entente avec les infirmières. Reste à négocier le protocole de retour au travail. La Presse. 14 septembre 1989. p. A-1
38. ↑  Bilan du Siècle
39. ↑  Voir l'article Élection générale québécoise de 1989
40. ↑  Bilan du Siècle
41. ↑  Salaires minimum au Canada de 1985 à 1999 sur le site gouvernemental
42. ↑  François Berger. Ententes de principe entre le gouvernement, les fonctionnaires et les syndicats FTQ. La Presse. 6 octobre 1989. p. A-4
43. ↑  Voir l'article: Liste des lauréats des prix Félix en 1989
44. ↑  Pierre-Paul Noreau, « L'accord actuel du lac Meech: Le Manitoba ne veut rien savoir », Le Soleil,‎ 24 octobre 1989, A-1
45. ↑  Pierre-Paul Noreau, « Projet de loi sur l'avortement. L'opposition fuse de toutes parts. », Le Soleil,‎ 4 novembre 1989, A-1, A-2
46. ↑  Bilan du Siècle
47. ↑  Voir l'article Tuerie de l'école polytechnique de Montréal
48. ↑  Daniel Lemay. Lance et Compte et RBO font match nul: huit Gémeaux chacun. La Presse. 11 décembre 1989. p. B-5
49. ↑  Saint-Léonard-d'Aston: il y a 20 ans... le déraillement
50. ↑  Julie Brouard, « Réintégration des ex-employés du Manoir Richelieu: La CSN abandonne la lutte », Le Soleil,‎ 17 décembre 1989, A-1
51. ↑  Philippe Dubuisson. GM licencie 240 employés à Boisbriand. La Presse. 21 décembre 1989. p. A-1